# Euphorbia poeppigii
Euphorbia poeppigii là một loài thực vật có hoa trong họ Đại kích. Loài này được (Klotzsch & Garcke) Boiss. mô tả khoa học đầu tiên năm 1862.